# Bernhard Pankok
Bernhard Pankok (Münster, 16 maggio 1872 – Baierbrunn, 5 aprile 1943) è stato un architetto, designer, pittore e grafico tedesco.

## Biografia
Dal 1889 studiò arte alle accademie di Düsseldorf e Berlino. Nel 1892 si stabilì a Monaco di Baviera, dove aprì un atelier e nel 1897 fu tra i fondatori della Vereinigte Werkstätten für Kunst im Handwerk  (Laboratori uniti per l'arte nell'artigianato)  di Monaco. Nel 1901 fu chiamato ad insegnare a Stoccarda agli Studi Sperimentali reali, che accorpò sotto la sua direzione nel 1913 alla Kunstgewerbeschule (Scuola d'Arte e artigianato). Nel 1923 fu uno dei membri fondatori gruppo di artisti chiamato "Secessione di Stoccarda".